# Melalgus megalops
Melalgus megalops là một loài bọ cánh cứng trong họ Bostrichidae. Loài này được Fall miêu tả khoa học năm 1901.